# استرنج بوتیک (گروه موسیقی)
استرنج بوتیک (به انگلیسی: Strange Boutique) یک گروهٔ موسیقی در واشینگتن، دی‌سی بود و بین سال ۱۹۸۷ تا ۱۹۹۴ به فعالیت می‌پرداخت. این گروه ۴ آلبوم کامل و ۲ آلبوم زنده تحت بدازلد رکوردز منتشر کرده بود.